# Tonnoiriella arcuata
Tonnoiriella arcuata är en tvåvingeart som beskrevs av Jezek 1997. Tonnoiriella arcuata ingår i släktet Tonnoiriella och familjen fjärilsmyggor. Inga underarter finns listade i Catalogue of Life.